# Palazzo della Sovrintendenza ai Beni Culturali di Siracusa
Il palazzo della Sovrintendenza ai Beni Culturali di Siracusa è un palazzo ubicato in piazza del Duomo di Siracusa, presso l'isola di Ortigia. È sede della Soprintendenza ai Beni Culturali e ambientali di Siracusa.
Questo palazzo è anche conosciuto con il nome di "Gabinetto Numismatico", poiché al suo interno ospita una mostra permanente di monete antiche.
Al suo posto, nei primi anni del novecento, vi era un convento sconsacrato, titolato convento di San Giovanni di Dio, ormai demolito, che ospitava la sede del Museo archeologico di Siracusa, attualmente trasferito in viale Teocrito.

## Il palazzo
Il palazzo, costruito nella seconda metà del 1800, è in stile neoclassico. La facciata presenta un grande portone a tutto sesto e due piani; nel piano terra vi sono quattro grandi finestre rettangolari e nel piano superiore cinque finestre a tutto sesto, intervallate da otto paraste con capitello jonico.
Al suo interno vi sono ampie sale e vi si trova la collezione numismatica di monete di epoca greca, romana e medievale, molte delle quali ritrovate proprio a Siracusa. Il tutto è poi correlato da fogli e fotografie di documentazione.

## Galleria d'immagini

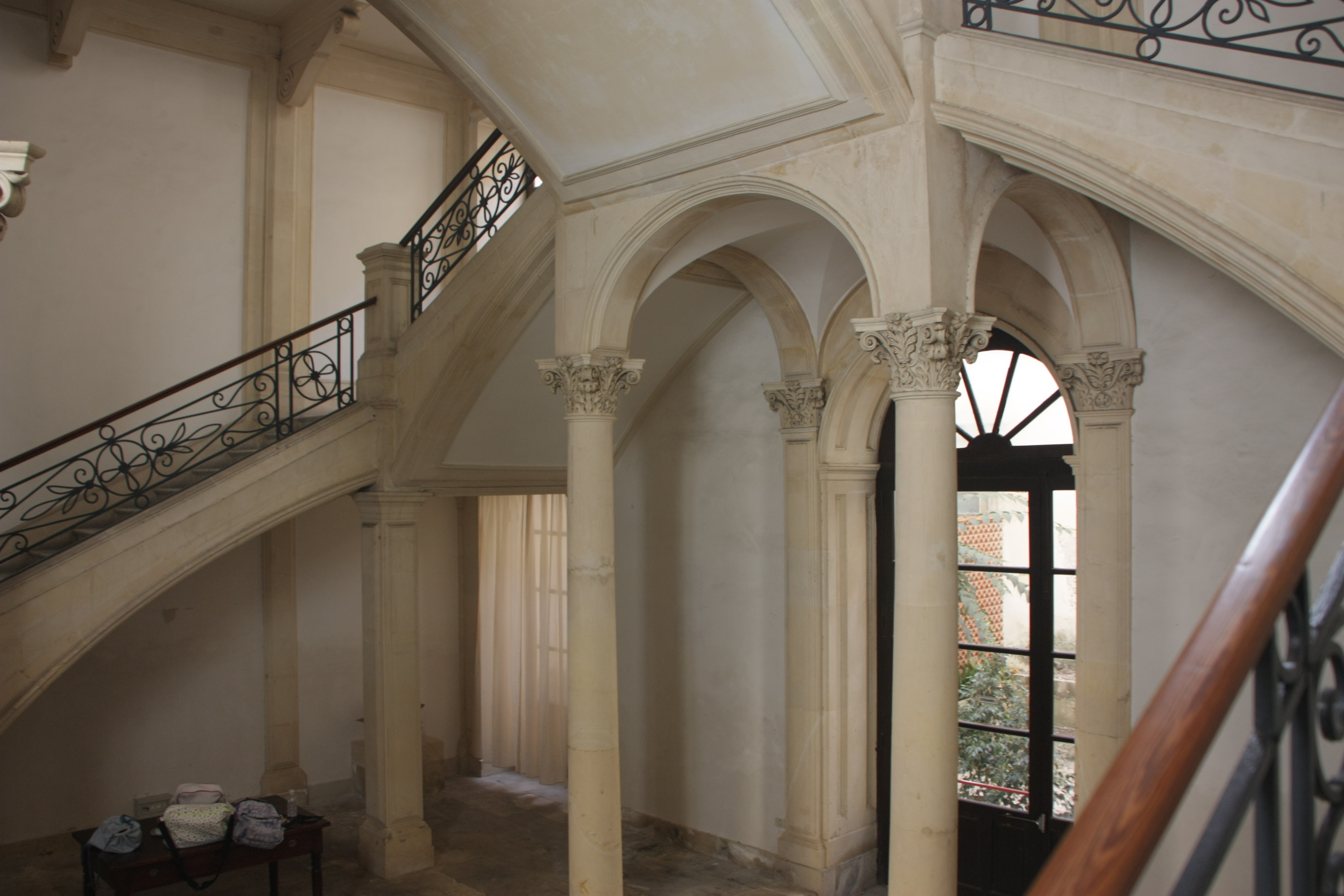
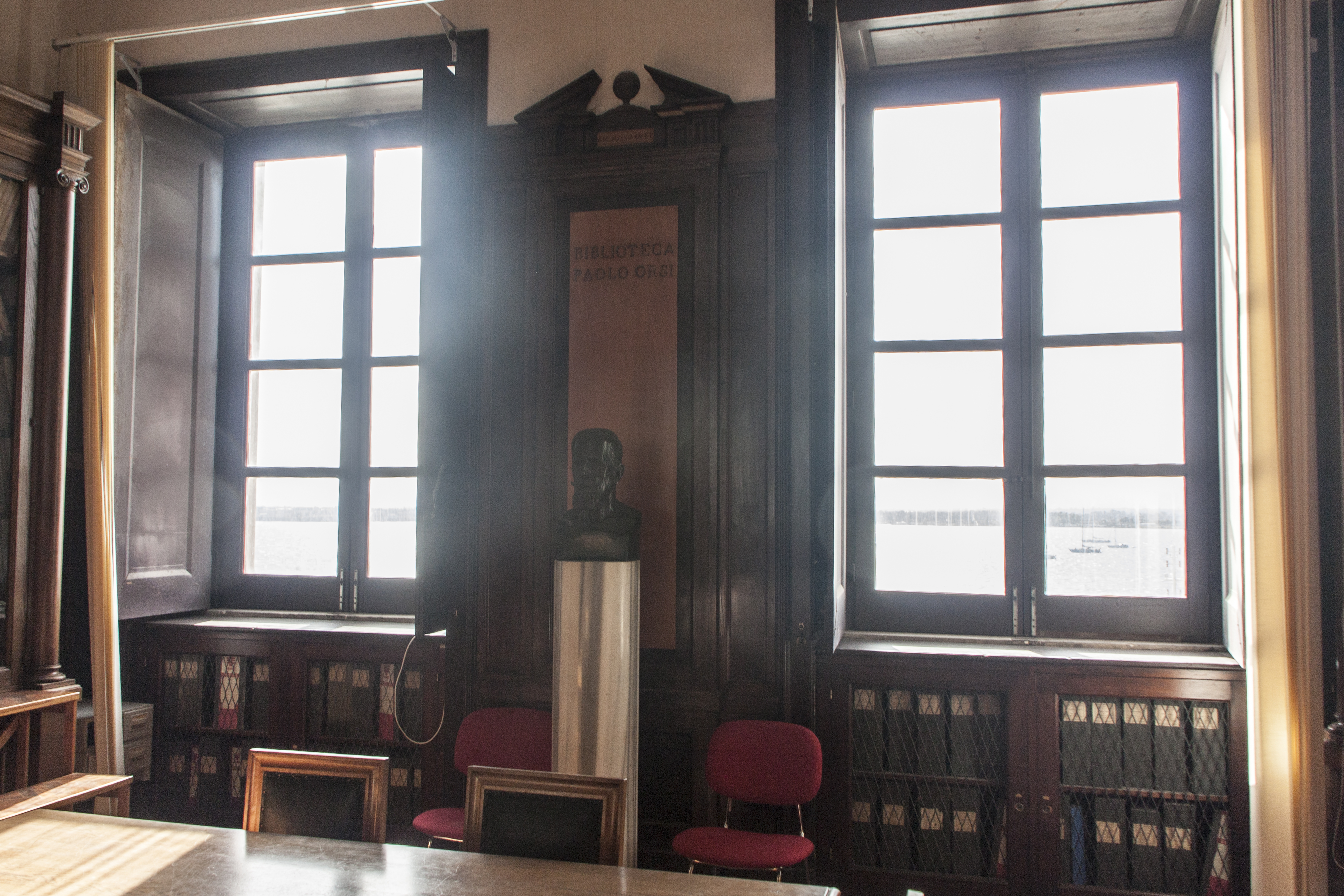
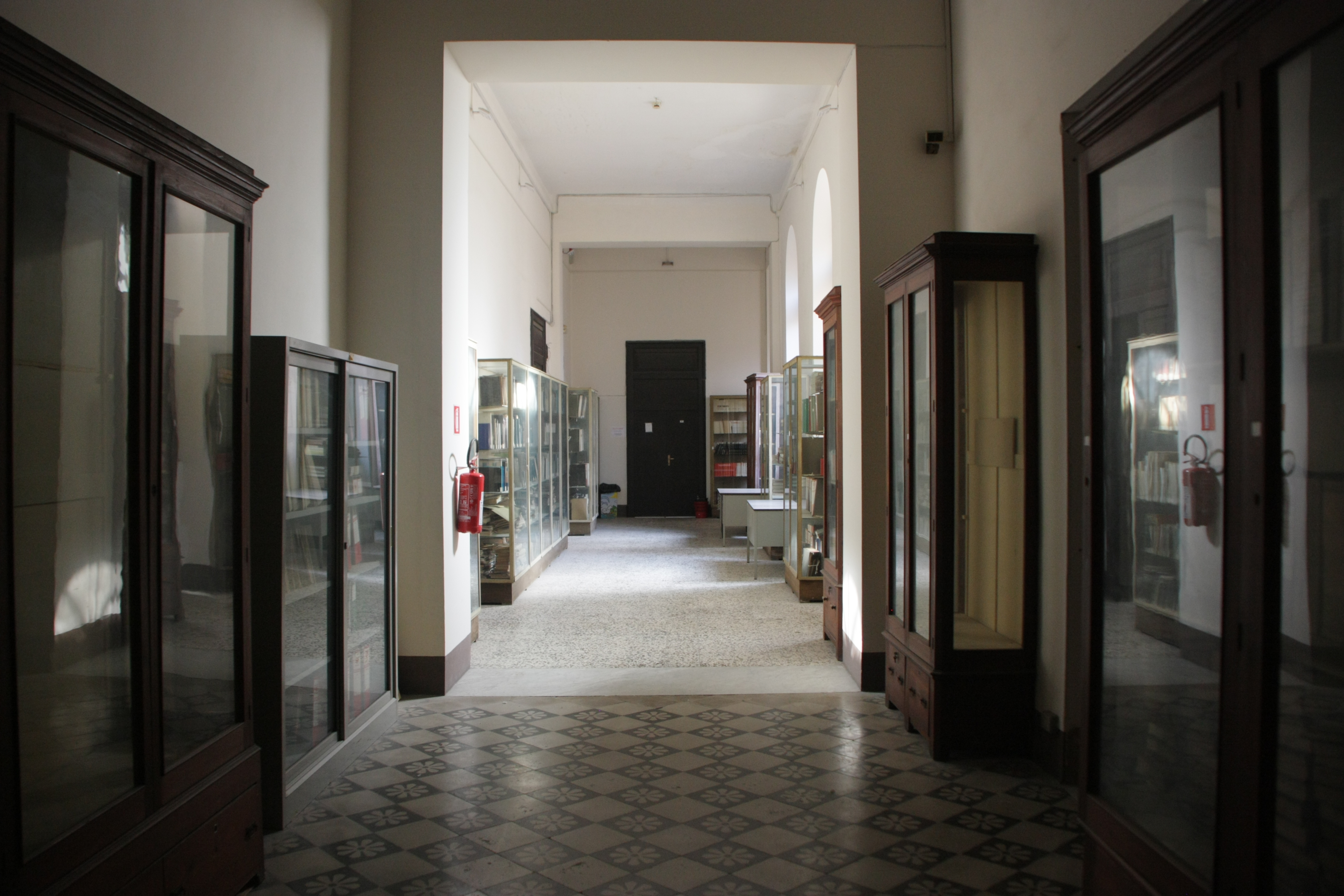